# Алсбах
Алсбах (њем. Alsbach) општина је у њемачкој савезној држави Рајна-Палатинат. Једно је од 192 општинска средишта округа Вестервалд. Према процјени из 2010. у општини је живјело 587 становника. Посједује регионалну шифру (AGS) 7143001.

## Географија
Алсбах се налази у савезној држави Рајна-Палатинат у округу Вестервалд. Општина се налази на надморској висини од 280 метара. Површина општине износи 4,8 km².

## Становништво
У самом мјесту је, према процјени из 2010. године, живјело 587 становника. Просјечна густина становништва износи 123 становника/km².

## Међународна сарадња
| Мјесто | Држава               | Врста сарадње | Од    |
| ------ | -------------------- | ------------- | ----- |
| Аундл  | Уједињено Краљевство | партнерство   | 1994. |
| Кондет | Француска            | партнерство   | 1995. |
| Извор  |                      |               |       |